# 罗河镇 (贵溪市)
罗河镇，是中华人民共和国江西省鹰潭市贵溪市下辖的一个乡镇级行政单位。

## 行政区划
罗河镇下辖以下地区：
罗河社区、黄墩村、童源村、潜岭村、新田村、排上村、贵碧村、樟槎村、龙山村、洋塘村、太田村、陈家村、翁源村、太阳村、屈碧村、杨桥村、罗田村、剑汪村和周家村。